# 1503 год в науке
В 1503 году произошли различные научные и технологические события, некоторые из которых представлены ниже.

## События
- 21 апреля — Битва при Чериньоле: испанские войска победили Французскую армию, первый бой в истории выигранный пороховым стрелковым оружием.
- 10 мая — Христофор Колумб открыл Каймановы Острова, которые он назвал Лас-Тортугас (Черепахи) из-за многочисленных морских черепах, обитающих там.
- 23 июля — Плутон движется за пределами орбиты Нептуна оставаясь там в течение 233 лет.
- Джулиано да Сангалло строил городские стены города Ареццо в Тоскане, с использованием новой технологии Бастион.

## Родились
- 14 декабря — Мишель де Нотрдам (ум. 1566) — французский врач и астролог.

## Скончались
- Петер Шёффер (род. 1451) — немецкий книгопечатник.